# Petar Popović (baloncestista de 1979)
Petar Popović (en serbio: Петар Поповић, Belgrado, Serbia, 28 de julio de 1979) es un jugador profesional de baloncesto. Juega en la posición de pívot y actualmente milita en el Aliağa Petkim.

## Trayectoria deportiva
Popović comenzó su carrera baloncestística en el equipo montenegrino del Budućnost Podgorica, del cual partió rumbo al Spartak Subotica. Tras pasar una temporada en el Spartak y otra en el conjunto de su ciudad natal, el Estrella Roja de Belgrado, el pívot serbio logró la estabilidad en el Hemofarm Vrsac. Allí permaneció durante cuatro temporadas y encadenó una serie de buenas actuaciones que llamaron la atención de la directiva de la Benetton de Treviso.
Pero el rendimiento de Popović en la Lega y en la Euroliga distó bastante de lo esperado, lo que propició su regreso al Estrella Roja para el curso 2006/2007. En el equipo serbio recuperó las buenas sensaciones y, un año más tarde, llegó a la liga española de la mano del DKV Joventut. Con la penya se proclamó campeón de la Copa del Rey y de la ULEB Cup, dos entorchados que engrosaron un palmarés en el que ya figuraban, entre otros títulos, la liga serbomontenegrina y la liga italiana.
En septiembre de 2008, y tras esta cosecha de éxitos con el conjunto badalonés, Popović se enroló en las filas del MMT Estudiantes, que en un principio lo contrataba para sustituir de manera temporal al entonces lesionado Martin Rancik; sin embargo, el serbio supo ganarse la confianza de Luis Casimiro y de los directivos del club madrileño, lo que le valió la renovación de su contrato hasta el final de la campaña 2008/2009.

### Selección nacional
En septiembre de 2022 disputó con el combinado absoluto montenegrino el EuroBasket 2022, finalizando en decimotercera posición.

### Clubes
| Temporadas            | Club                    | Liga      | País                |
| --------------------- | ----------------------- | --------- | ------------------- |
| 1994/1995 - 1998/1999 | Budućnost Podgorica     | NLB       | Yugoslavia          |
| 1999/2000             | Spartak Subotica        | YUBA      | Serbia y Montenegro |
| 2000/2001             | Estrella Roja           | YUBA      | Serbia y Montenegro |
| 2001/2002 - 2004/2005 | Hemofarm Vrsac          | YUBA      | Serbia y Montenegro |
| 2005/2006             | Benetton Treviso        | Lega      | Italia              |
| 2006/2007             | Estrella Roja           | NSL       | Serbia              |
| 2007/2008             | DKV Joventut            | ACB       | España              |
| 2008/2010             | MMT Estudiantes         | ACB       | España              |
| 2010/2011             | Spartak San Petersburgo | PBL       | Rusia               |
| 2011/2012             | Estrella Roja           | KLS       | Serbia              |
| 2012/2013             | Artland Dragons         | BEKO BBL  | Alemania            |
| 2013/                 | Aliağa Petkim           | Türkiye 1 | Turquía             |

## Palmarés

### Clubes
| Título       | Club             | País                | Año  |
| ------------ | ---------------- | ------------------- | ---- |
| YUBA         | Hemofarm Vrsac   | Serbia y Montenegro | 2004 |
| YUBA         | Hemofarm Vrsac   | Serbia y Montenegro | 2005 |
| ABA Liga     | Hemofarm Vrsac   | Serbia y Montenegro | 2005 |
| Lega         | Benetton Treviso | Italia              | 2006 |
| Copa del Rey | DKV Joventut     | España              | 2008 |
| ULEB Cup     | DKV Joventut     | España              | 2008 |